# Peilboot IV
Das Peilboot IV war für Vermessungs- und Transportaufgaben der Kaiserlichen Marine in der Kolonie Deutsch-Neuguinea vorgesehen.

## Geschichte
Das Peilboot IV wurde 1914 auf der staatseigenen Werft in Tsingtau in der deutschen Kolonie Kiautschou gebaut. Es gehörte der Kaiserlichen Marine.
Vorgesehen war der Einsatz des Peilbootes IV in der Kolonie Deutsch-Neuguinea, als im August 1914 der Erste Weltkrieg ausbrach. Zu dieser Zeit war das Boot noch nicht fertiggestellt und lag zur Ausrüstung im Hafen von Tsingtau (heute Qingdao). Während der Belagerung von Tsingtau durch die Japaner wurde das Peilboot IV am 21. Oktober 1914 in Tsingtauer Gewässern auf Position 36° 3′ N, 120° 15′ O selbstversenkt.